# Behind Closed Doors (Rise Against)
Behind Closed Doors è il quarto singolo estratto dall'album The Sufferer & the Witness della band hardcore punk Rise Against. La canzone dura 3 minuti e 15 secondi, e venne pubblicata nel 2007 con la casa discografica Geffen.

## Formazione
- Tim McIlrath - voce, chitarra
- Chris Chasse - chitarra, cori
- Joe Principe - basso, cori
- Brandon Barnes - batteria